# Bit-Bahiani

Bit-Bahiani und andere aramäische Fürstentümer im 10./9. Jahrhundert v. Chr.

Bit-Bahiani war ein aramäisches Fürstentum mit der Hauptstadt Gosan (Tell Halaf) am oberen Lauf des Chabur. In unmittelbarer Nähe dazu lag die Stadt Sikani (Tell Fecheriye), die von manchen mit der alten mitannischen Hauptstadt Waššukanni identifiziert wird.

## Geschichte
Seit wann Bit-Bahiani ein Vasallen-Staat von Assyrien war, kann nicht genau bestimmt werden. Erste Tributzahlungen sind unter Adad-nirari II. aus dem Jahr 894 v. Chr. belegt, der den damaligen König Abi-Salamu erwähnt. Kurz danach schlossen sich die Stadtstaaten Bit-Bahiani und Izalla zusammen, um gegen die assyrische Vorherrschaft zu rebellieren. Das Vorhaben scheint jedoch misslungen zu sein, da beide verbündeten Staaten wieder in den Tributlisten von Aššur-nasir-pal II. 882 v. Chr. auftauchen.
In der Folgezeit verlief die Entwicklung ruhig. Erst 810 v. Chr. erfolgte die nächste kriegerische Auseinandersetzung, als Šammuramat die gesamte Region dem assyrischen Reich einverleibte. Ein Aufstand von 759 v. Chr. wurde 758 v. Chr. niedergeschlagen. Letztmals wird Bit-Bahiani unter dem Statthalter Bachiannu erwähnt.

## Herrscher von Bit-Bahiani

### Könige
- Ḫadiani (Chadiani)
- Kapara (Sohn des Ḫadiani)
- Abi-salamu um 894 v. Chr.
- Hadad-Iti' um 867 v. Chr.

### Statthalter
- Mannu-kima-matu-Aššur um 793 v. Chr.
- Pur-sagale um 763 v. Chr.
- Bel-harran-Bel-uṣur um 727 v. Chr.
- Mutakkil-Aššur um 706 v. Chr.